# 42丁目 (マンハッタン)

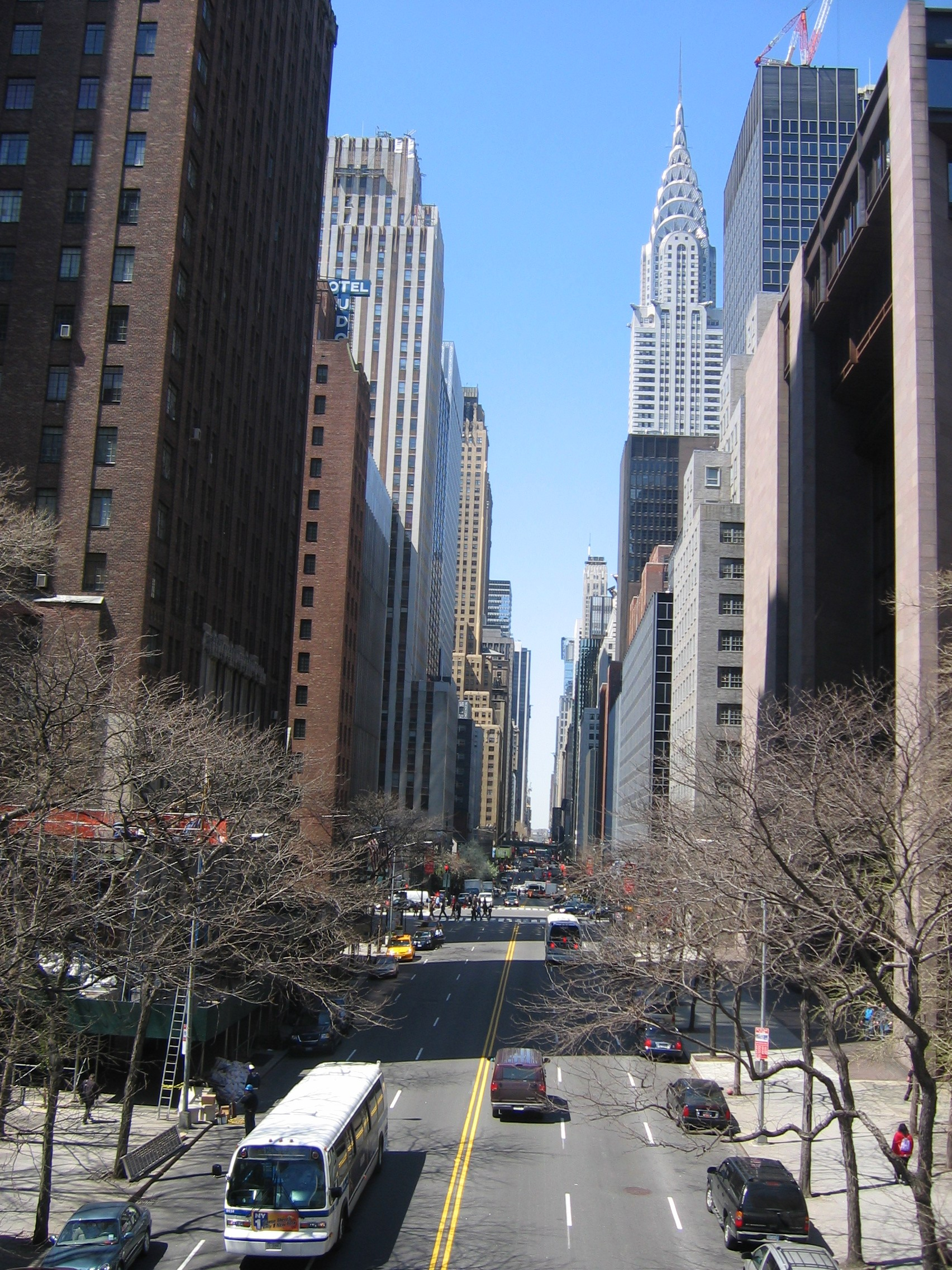
1番街から見た42丁目。クライスラービルが右上に見え、右側手前にフォード財団本部が見える。

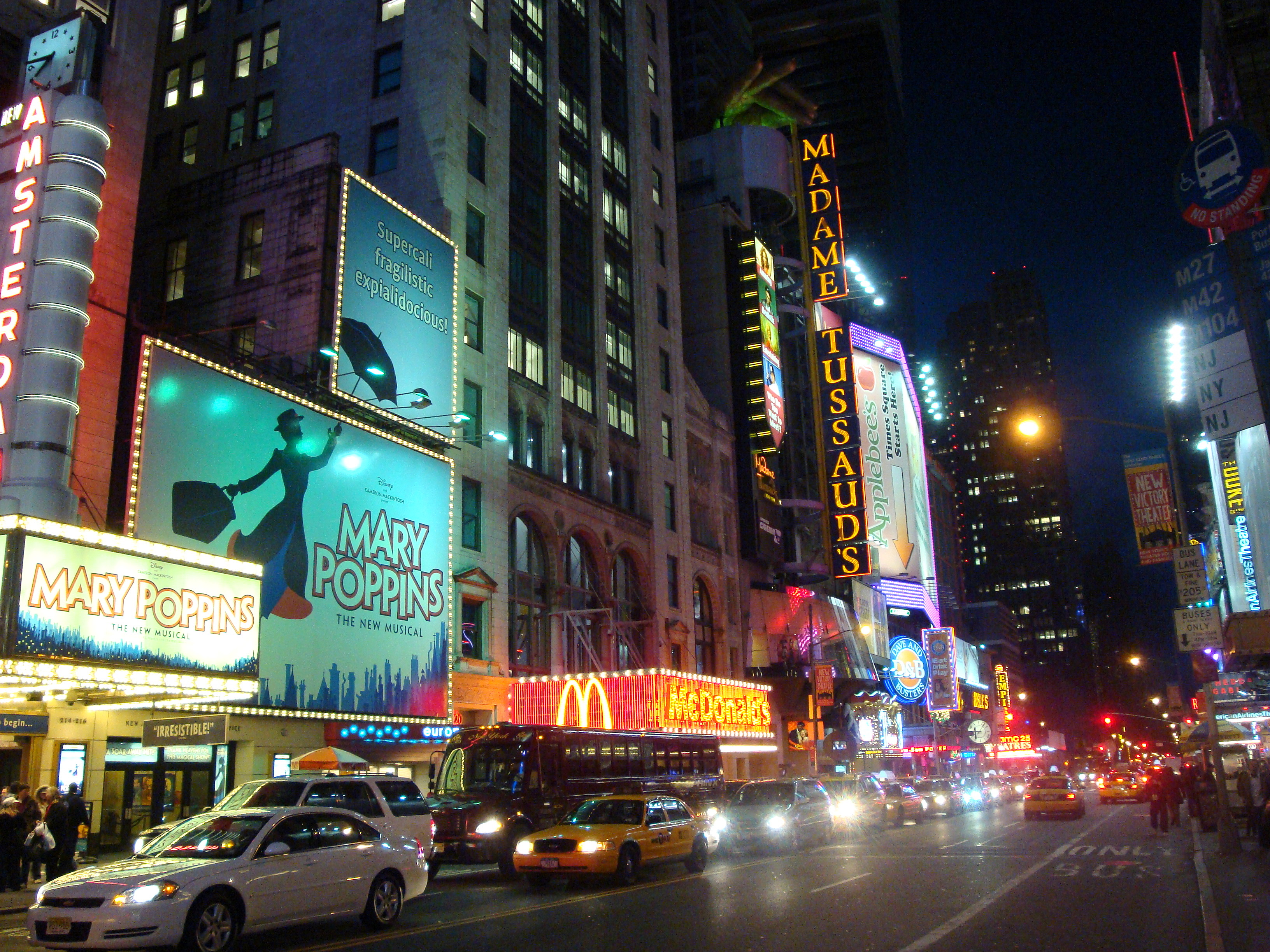
イルミネーションに彩られた7番街と8番街の間の42丁目。

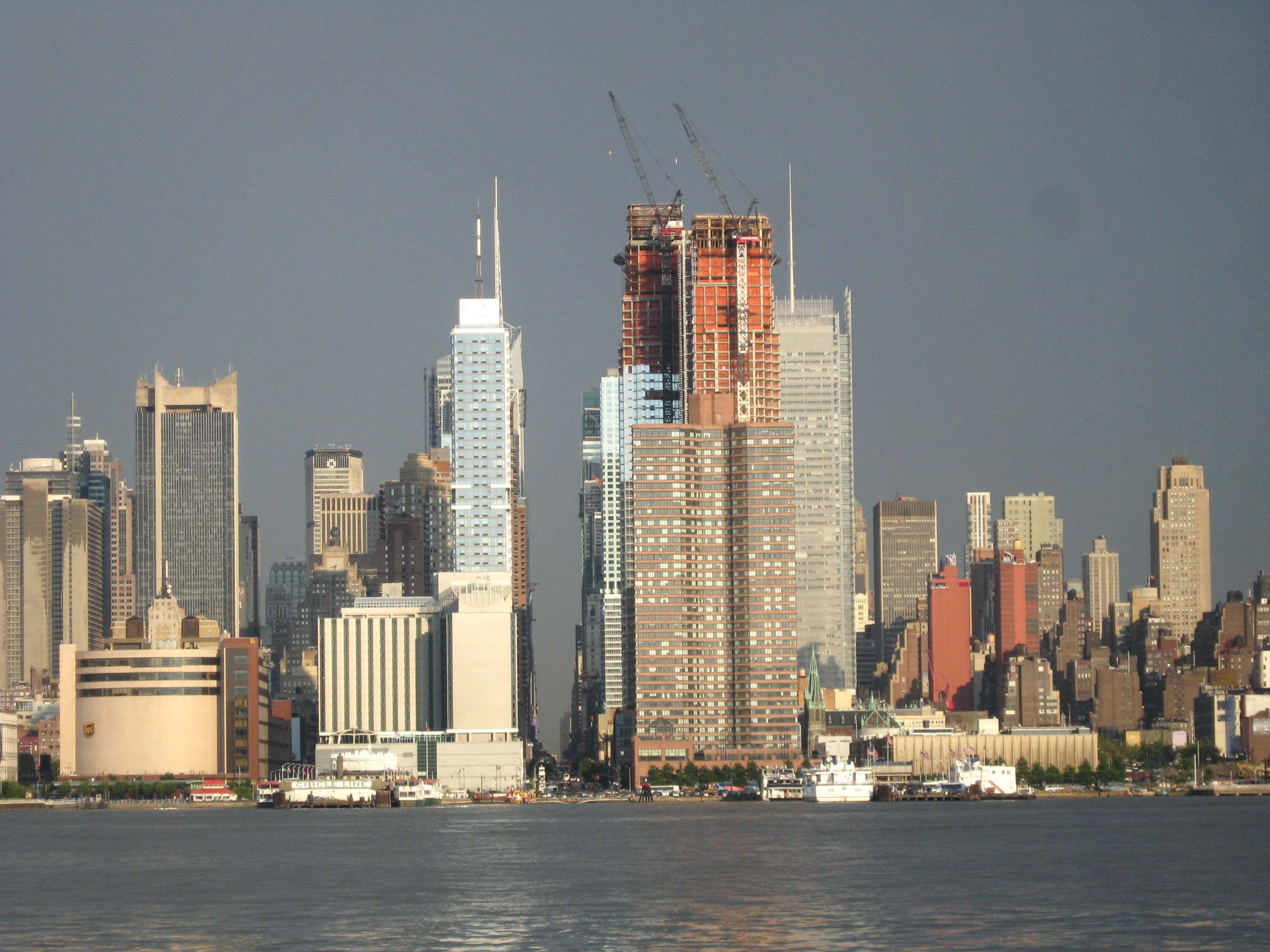
ハドソン川から見た42丁目

42丁目（よんじゅうにちょうめ、英: 42nd Street）はニューヨーク市マンハッタンを東西に横断する「ストリート」と呼ばれる通りのうちで主要な通りの一つ。車道は両方向通行である。ミッドタウンの中心部を通り、道沿いには多くの著名な建物や場所がある。(ただし建物や施設が南北方向の通りに面している場合はその通り側に正面入り口を設けるので、建物の側面がこの道に面している場合も多い。)ミッドタウンの地理を把握するにはこの通りを基準の一つにすると位置関係が分かりやすい。

## 42丁目沿いの著名な建物と場所
東から西に向かって順番に列挙する
- 国際連合本部ビル（1番街）
- テューダー・シティー（1番街）
- フォード財団（1番街と2番街の間）
- ファイザー製薬世界本社（2番街）
- デイリーニューズ・ビルディング（英語版）（2番街）
- クライスラービル（レキシントン街）
- チャニン・ビルディング（レキシントン街）
- パーシング・スクエア・ビルディング（パーク街）
- グランドセントラル駅（パーク街）
- ニューヨーク公共図書館本館（5番街）
- W. R. グレース・ビル（5番街と6番街の間）
- ニューヨーク州立大学眼科センター（5番街と6番街の間）
- ブライアント・パーク（6番街）
- バンク・オブ・アメリカ・タワー（6番街）
- ブッシュ・タワー（6番街と7番街の間）
- タイムズスクエア (7番街とブロードウエイ)
- ポートオーソリティー・バスターミナル (8番街)
- サークルライン観光船乗り場（12番街）

## タイムズスクエア
42丁目はブロードウエイ/タイムズスクエア周辺の劇場街の真ん中を通る。1933年のミュージカル映画「四十二番街」(42nd Street)の題名はこの通りから採られた。(ただし映画の主な舞台はフィラデルフィア)。その後1950年代後半からは、いかがわしいショーやエロティック・ムービーを上演する風俗街になってしまい、危険な地域となってしまった。1990年代初頭にニューヨーク市はこの地域の浄化に着手し、現在は多くの観光客を集める場所になっている。

## 交通

### 地下鉄
42丁目と交差する全ての地下鉄路線に駅がある：
- タイムズ・スクエア-42丁目/ポート・オーソリティ・バスターミナル駅（              系統）
- 42丁目-ブライアント・パーク/5番街駅（       系統）
- グランド・セントラル-42丁目駅（       系統）

### バス
- M42のバスがサークルライン乗り場と国連本部の間を走っている。